# USS Perry (DD-11)
USS Perry (DD-11) – amerykański niszczyciel typu  Bainbridge  będący w służbie United States Navy w czasie I wojny światowej. Nazwa okrętu pochodziła od komodora Olivera Perry’ego.
Stępkę okrętu położono 19 kwietnia 1899 w stoczni Union Iron Works w San Francisco. Zwodowano go 27 października 1900, matką chrzestną była pani Maude O’Connor. Niszczyciel wszedł do służby 4 września 1902, pierwszym dowódcą został Lieutenant Theodore C. Fenton.
„Perry” został przydzielony do Flotylli Torpedowej Pacyfiku (ang. Pacific Torpedo Flotilla) i bazował w Mare Island do momentu przystąpienia Stanów Zjednoczonych do I wojny światowej. Operował w rejonie ograniczonym na północy przez Alaskę, na południe zaś wybrzeżem Meksyku. Jesienią 1908 wziął udział w kombinowanych manewrach floty w pobliżu Hawajów.
Jednym z ważniejszych momentów służby kontrtorpedowca było trzęsienie ziemi w San Francisco, które wydarzyło się 18 kwietnia 1906. W jego rezultacie wybuchł pożar, który zniszczył miasto. Przez cztery dni załoga okrętu starała się pomagać w gaszeniu pożarów, patrolowała rejony magazynów, sklepów i domów, w których działali włamywacze. Zapewniała także pomoc medyczną rannym, chorym i dzieciom.
Gdy Stany Zjednoczone przystąpiły do I wojny światowej „Perry” patrolował wybrzeże Kalifornii. Później popłynął do Panamy, gdzie od 28 lipca 1917 strzegł wejścia Kanału Panamskiego. 30 maja 1918 popłynął w rejon Key West na patrol. Po podpisaniu rozejmu okręt popłynął do zatoki Delaware 29 stycznia 1919. Pozostał w Philadelphia Naval Shipyard do wycofania ze służby 2 lipca 1919. Nazwa jednostki została skreślona z listy okrętów floty 15 września 1919. Niszczyciel został sprzedany na złom 5 stycznia 1920.